# Branžež
Branžež település Csehországban, a Mladá Boleslav-i járásban. Branžež Žďár, Boseň és Kněžmost településekkel határos. Lakosainak száma 281 fő (2024. január 1.).

## Népesség
A település lakosságának változását az alábbi diagram mutatja:
| Lakosok száma | 507  | 453  | 415  | 344  | 254  | 213  | 220  | 233  | 255  | 281  |
|               | 1869 | 1900 | 1921 | 1961 | 1980 | 2011 | 2016 | 2019 | 2021 | 2024 |